# Damestenen
Damestenen (Dammestenen eller Hesselagerstenen ) er en vandreblok lidt nordøst for Hesselager på Sydøstfyn. Damestenen blev ført hertil fra et ikke nærmere bestemt område i Sydsverige af is under den sidste istid. Stenen er 10 meter høj, har en omkreds på 45,8 meter og vejer anslået 1300 ton og er hermed Danmarks største sten.
Damestenen består af middelkornet granit, den er rød-grå og har flere steder smalle bånd (gange) af den vulkanske bjergart diabas.
Stenen har skurestriber, der viser at isen har bevæget sig fra sydøst mod nordvest, efter at den frøs fast i jorden her.
Stenen er nævnt af den danske eolog Erik Pontoppidan den yngre i hans værk Den Danske Atlas (1763–1781). I 1840, i Christian 8.'s regeringstid, blev stenen analyseret af geologen Johan Georg Forchhammer, der foreslog at grave stenen ud for at fastlægge dens faktiske størrelse og for at undersøge om den var en del af grundfjeldet. I 1843 blev Damestenen udgravet på nordøstsiden.
Damestenen var baggrund for talrige myter og sagn. Her er to versioner om stenens oprindelse:
Man fortæller, at en dame, der boede i Hou (den nordre ende af Langeland), forbitret over at spiret af Svindinge Kirke tjente de søfarende til for godt et mærke, i vrede engang kastede den omtalte sten imod Svindinge spir. Men uagtet man ikke kan nægte, at den gode dame har haft kræfter og forstået at tage sigte, har stenen dog kun nået 2/3 af vejen.
En anden version:
Da heksen havde kastet stenen og den var godt på vej til Svindinge, kom der en engel ned fra himlen og satte sin fod på den, så den faldt ned, der, hvor den nu ligger. Og ovenpå er der et mærke, som af en fod.